# 遺伝子カセット
遺伝子カセット（Gene cassette）は、可動性遺伝因子の1つであり、遺伝子及び組換え部位を含む。インテグロンに組み込まれるか環状DNAとして存在する。遺伝子カセットはしばしば抗性物質耐性遺伝子を含む。例えば、kanMXカセットは、細菌にカナマイシン耐性を与える。

## インテグロン
インテグロンは細菌に存在する遺伝子構造であり、遺伝子カセットの発現、獲得、交換を行う。インテグロンは、プロモーター、組換え部位、部位特異的組換えを行うリコンビナーゼから構成される。これまでに3つのクラスのインテグロンが記載されている。インテグロンに挿入される可動性ユニットが遺伝子カセットである。プロモーターを持たない単一遺伝子を運搬するカセットでは、インテグロン内の近傍プロモーターからカセット全体が転写される。遺伝子カセットは環状DNAの中間体を介して挿入と切り出しが行われていると考えられている。この過程では、カセット末端に存在する59塩基要素（59-be）とも呼ばれる短い配列と間で組換えが起こる。59-beは、部位特異的リコンビナーゼ（インテグラーゼ）の認識部位として作用する多様な配列であり、必ずしも59塩基長であることを意味しない。

## 遺伝子工学
遺伝子工学では、遺伝子カセットは、1つ以上の制限酵素認識部位の間に1つ以上の任意の遺伝子を挿入するためのDNA運搬用の操作可能な小断片として用いられる。（通常はベクター上の）DNA配列から制限酵素を用いて断片を「カット」し、新しい配列内に「ペースト」することで、別のDNA配列に転移させることができる。

## 遺伝子の水平伝播
遺伝子の水平伝播は、親からの遺伝以外の方法で細胞間の遺伝的要素の転移を行う機構である。水平伝播は、細菌間での抗生物質耐性遺伝子の拡散の多くを担っている。抗生物質耐性遺伝子や、外毒素など他の病原性因子を含む遺伝子カセットは、ファージ、形質導入、環境からの取り込み、形質転換、細菌間の接合によって細胞から細胞へ転移する。生物間で遺伝子カセットの転移を行う能力は、原核生物の進化に大きな役割を果たしてきた。大腸菌など片利共生生物の多くは、通常は抗生物質耐性遺伝子を含む遺伝子カセットを1つまたはそれ以上持っている。非病原性の片利共生生物から無関係の生物種への遺伝的エレメントの水平伝播によって、多剤耐性を有するビルレンスの高い病原体が生じる。耐性を持つ生物の増加は研究者や医師にとって困難な課題となっている。